# Schizoculina africana
Espèce
Synonymes
- Cladangia gemmans Chevalier, 1966[1]
- Oculina africana Thiel, 1928[1]

Statut de conservation UICN

 DD  : Données insuffisantes
Statut CITES
Schizoculina africana est une espèce de coraux de la famille des Oculinidae.

## Publication originale
(de) Max Egon Thiel, « Madreporaria », Beiträge zur Kenntnis der Meeresfauna Westafrikas, Hamburg, vol. 3,‎ 1928, p. 253-350.